# Renault Type AX

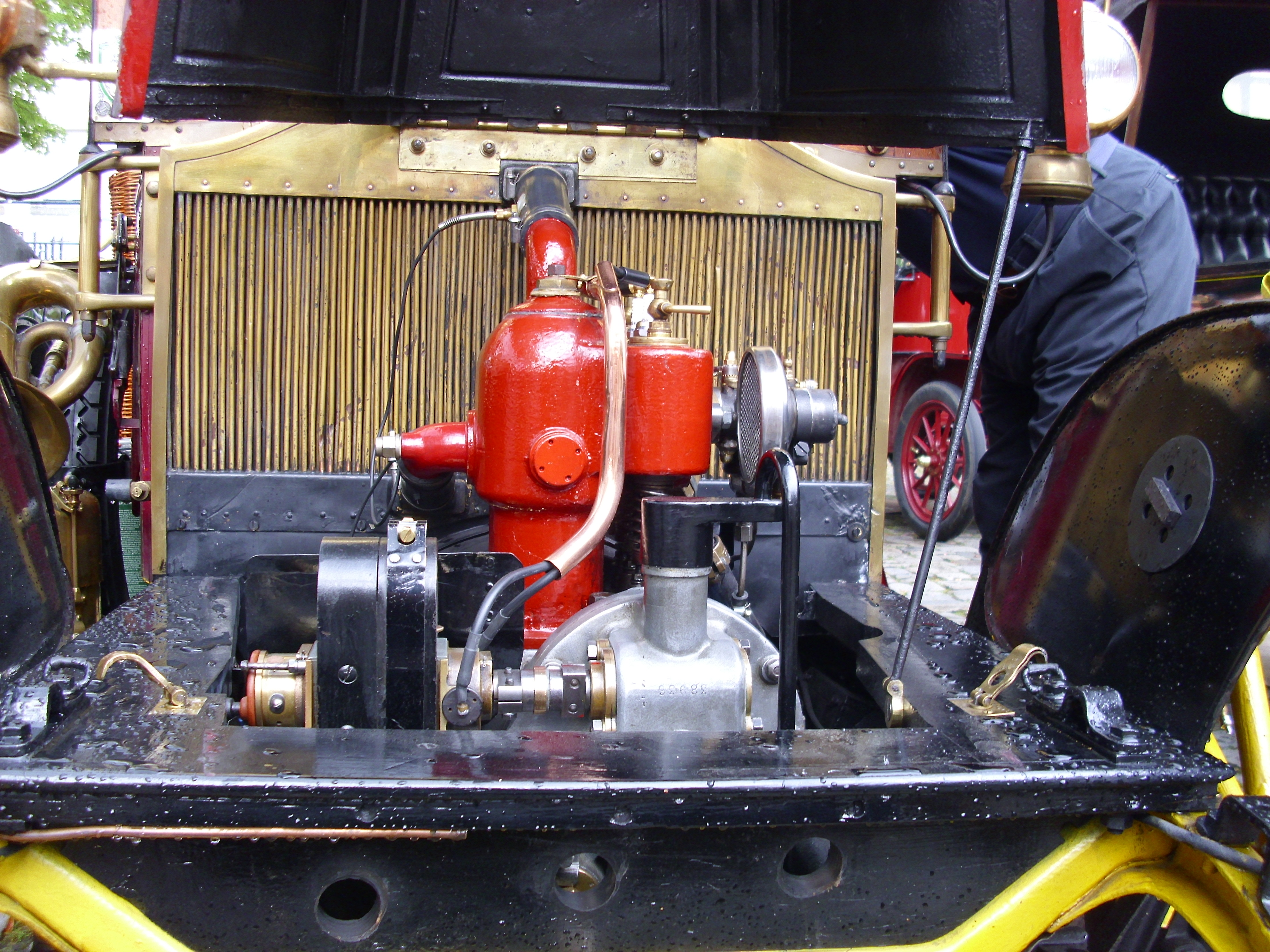
Motor

Der Renault Type AX war ein frühes Personenkraftwagenmodell. Das von Renault gefertigte Fahrzeug wurde auch 7/8 CV bzw. ab 1910 8 CV genannt.

## Beschreibung
Die nationale Zulassungsbehörde erteilte am 23. September 1908 seine Zulassung. Ein Fahrzeug dieser geringen Größe hatte Renault in den Vorjahren nicht im Sortiment. Die Stückzahlen waren hoch. Nachfolger wurde 1913 der Renault Type EK.
Ein wassergekühlter Zweizylindermotor mit stehenden Ventilen trieb das Fahrzeug an. Er hatte 75 mm Bohrung, 120 mm Hub, 1060 cm³ Hubraum und 6 bis 8 PS (4,4 bis 6 kW) Leistung. Eine andere Quelle gibt 75 bis 80 mm Bohrung und daraus resultierend 1060 bis 1206 cm³ Hubraum an. Die Motorleistung wurde über eine Kardanwelle an die starre Hinterachse geleitet. Auch die Vorderachse war starr; Beide Achsen waren an halbelliptischen Blattfedern aufgehängt.
Die Höchstgeschwindigkeit war je nach Übersetzung mit 42 km/h bis 65 km/h angegeben.
Bei einem Radstand von 195 cm und einer Spurweite von 115 cm war das Fahrzeug 290 cm bzw. 290,5 cm lang und 133,6 cm bzw. 135 cm breit. Eine Quelle gibt die Höhe mit 180 cm an. Das Fahrgestell wog 500 kg, das Komplettfahrzeug 800 kg. 1910 wurde der Radstand auf 210 cm erhöht. Dadurch änderte sich die Fahrzeuglänge auf 306 cm.
Zur Wahl standen Phaeton, Torpedo, Roadster, Limousine, Landaulet, Coupé, Tonneau, Pick-up und Kastenwagen. Die häufigste Karosserieform war die eines zweisitzigen Phaetons. Mit Abstand folgte der zweisitzige Tonneau.
1908 kostete das Fahrgestell 4650 Franc und ein zweisitziger Phaeton 5000 Franc. Im Jahre 1913 betrugen die Preise 4200 Franc für ein Fahrgestell, 4600 Franc für ein Phaeton und 4900 Franc für einen Torpedo.

## Marktwert
Diese Fahrzeuge werden selten auf Auktionen angeboten. 
Sotheby’s versteigerte 2007 ein als Taxi karosseriertes Fahrzeug von 1910 für 68.750 US-Dollar. Anfang 2011 wurde von The Scottsdale Auction ein offener Zweisitzer von 1908 für 68.200 US-Dollar versteigert. Das Auktionshaus Bonhams versteigerte am 30. April 2012 einen Torpedo von 1911 und erwartete einen Preis von 38.000 bis 44.000 Euro. Ob das Fahrzeug tatsächlich verkauft wurde, ist unklar. Sotheby’s versteigerte am 12. August 2012 einen offenen Zweisitzer von 1908 aus der Aalholm Collection. Erwartet wurden 35.000 bis 40.000 Euro. Der Verkaufspreis lag mit 1.148.000 Dänischen Kronen, umgerechnet rund 150.000 Euro, deutlich höher. 2013 erzielte H & H Auctions einen Preis von 35.048 Dollar für einen Tourenwagen von 1910. Ebenfalls 2013 bot Bonhams einen Tourenwagen von 1910 an, für den kein Preis überliefert ist. Bonhams bot im September 2019 einen Zweisitzer von 1909 an und erwartete zwischen 18.000 und 22.000 Pfund.

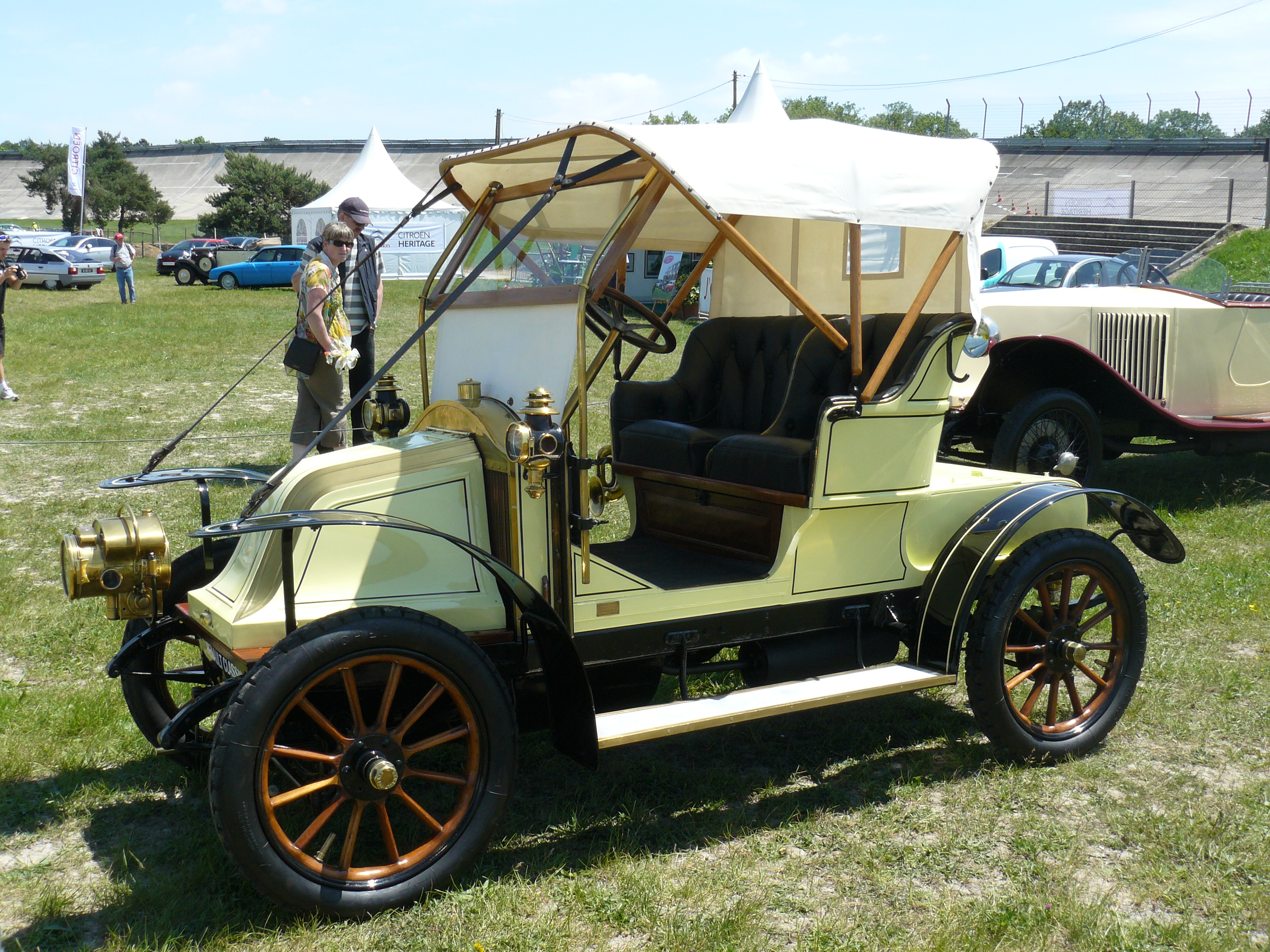
Renault Type AX Phaeton (1909)
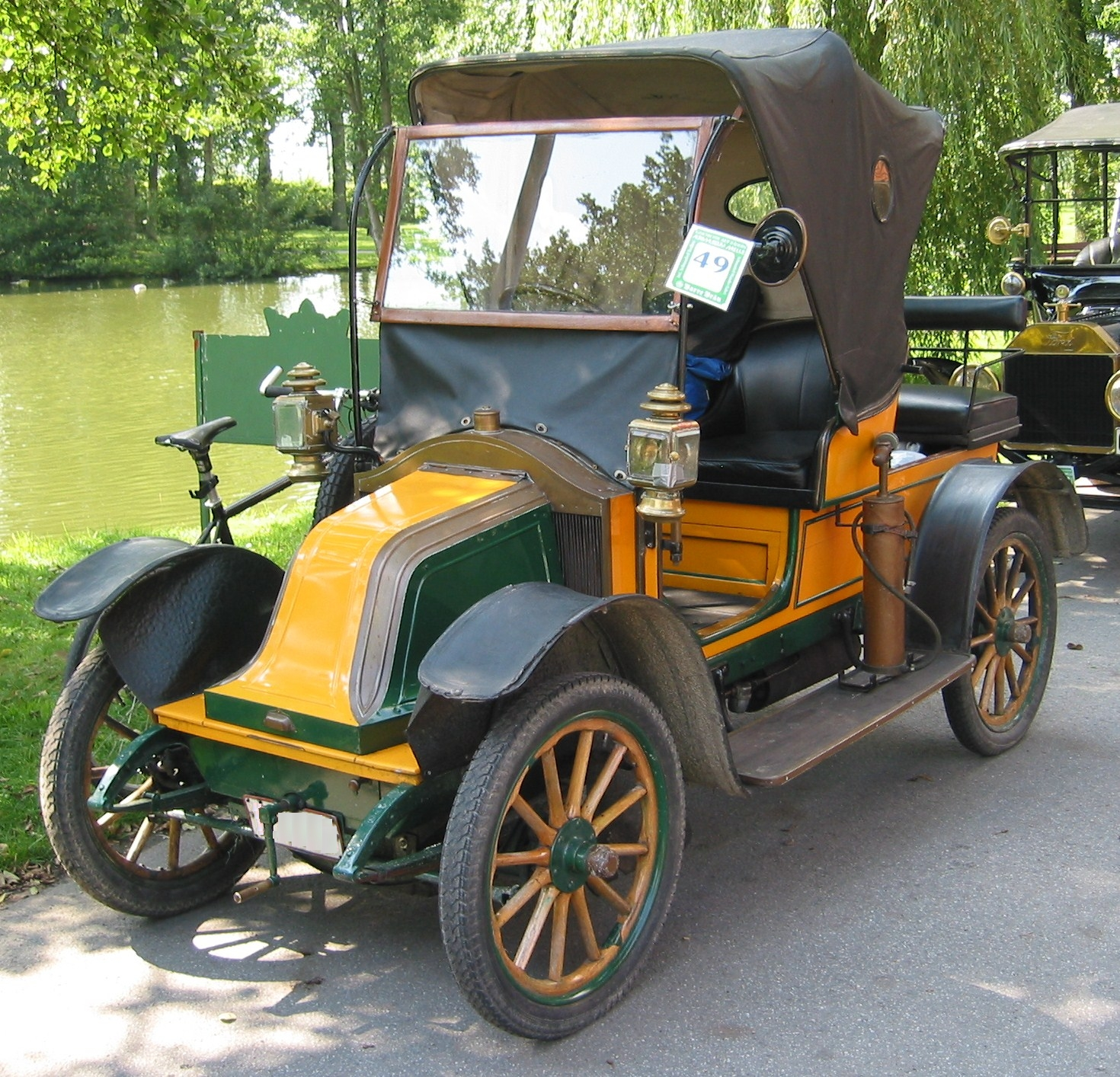
Renault Type AX Phaeton mit Notsitz (1909)
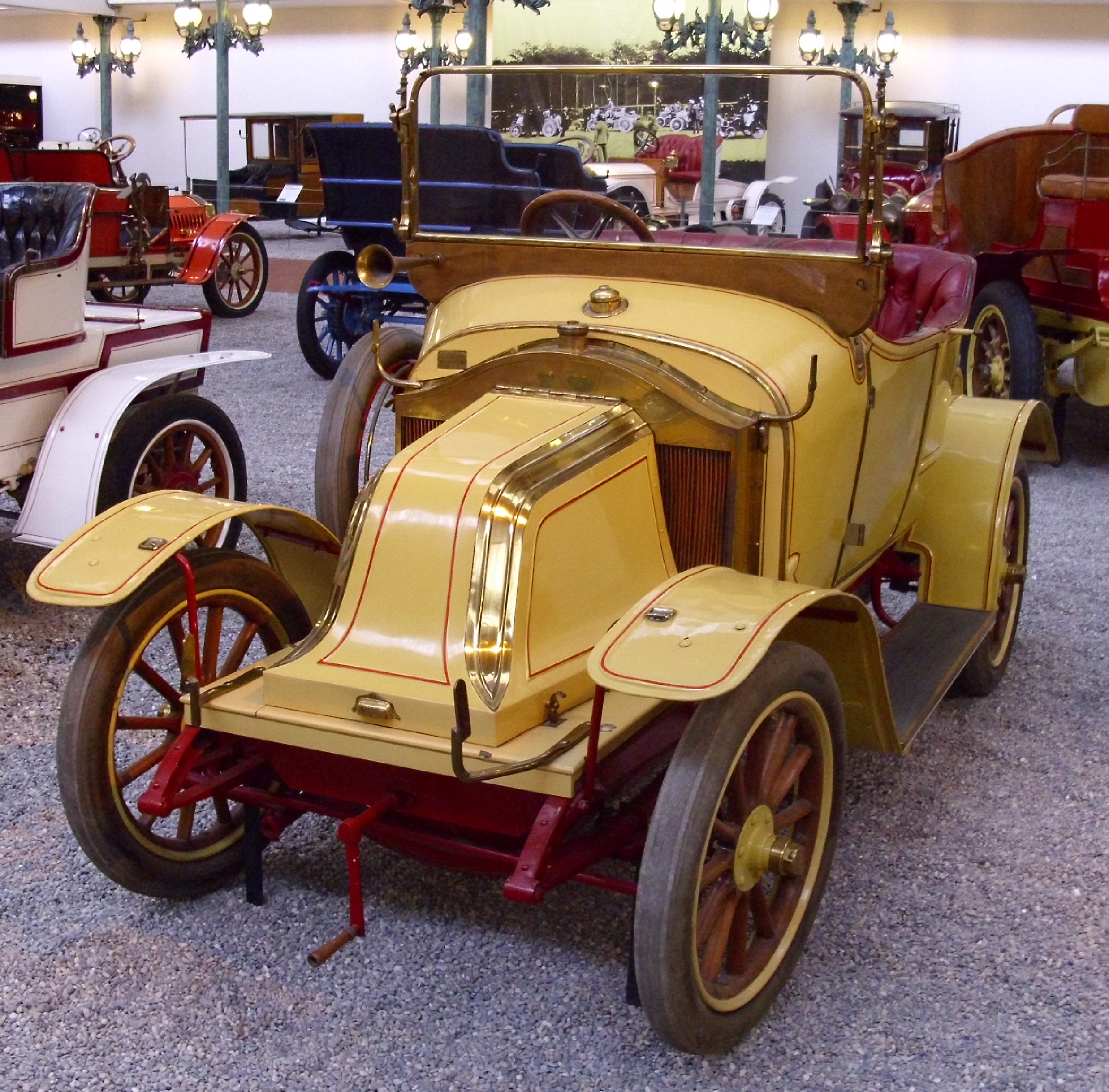
Renault Type AX Torpedo (1911)